# Alex Iwobi
Alex Iwobi (Lagos, 1996. május 3. –) nigériai válogatott labdarúgó, jelenleg az angol Fulham csatára.

## Családja

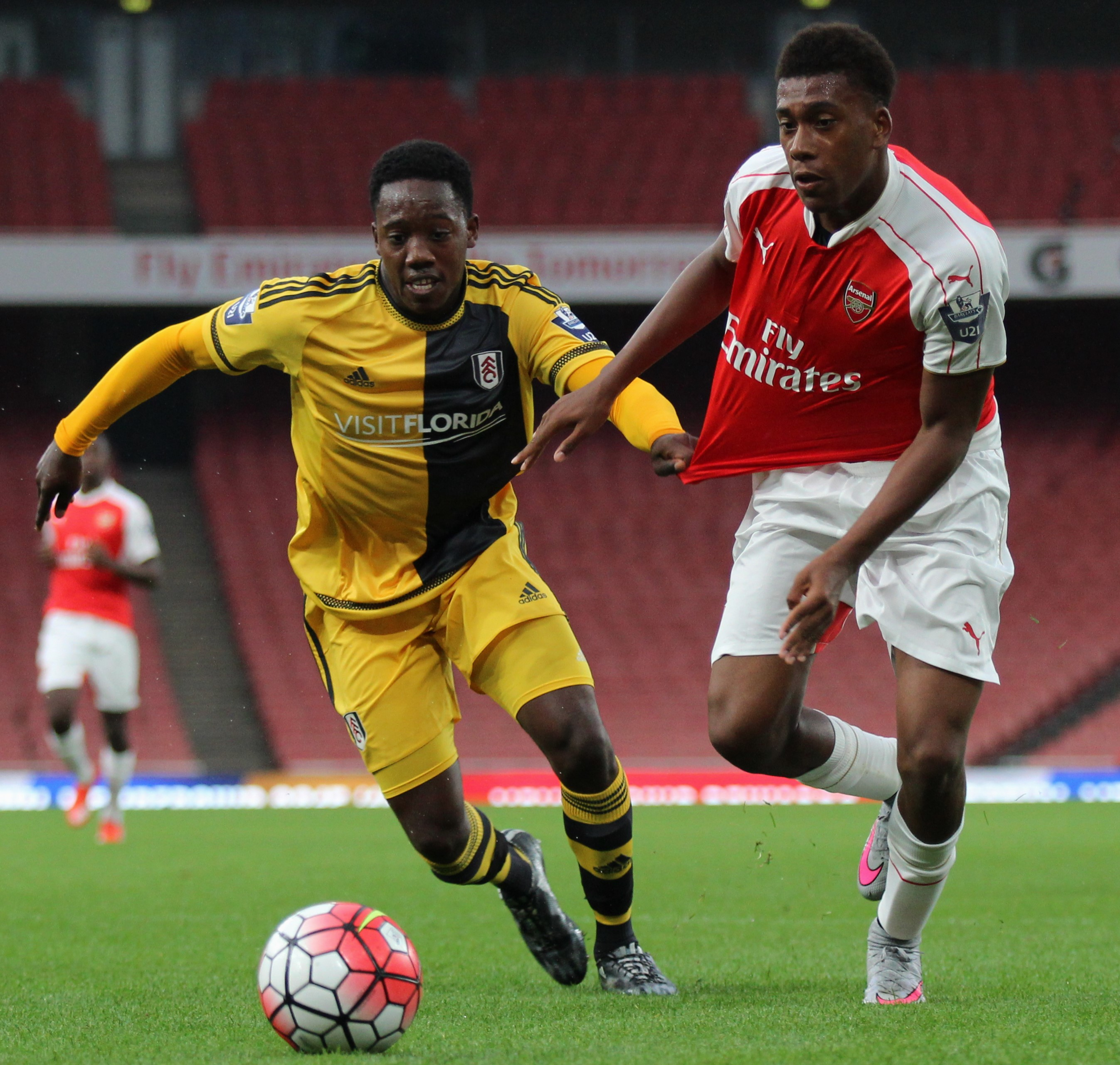
Iwobi (jobbra) az Arsenal U21-es csapatában 2015-ben.

Iwobi Lagosban született A korábbi válogatott labdarúgó Jay-Jay Okocha unokaöccse.

## Pályafutása
Iwobi általános iskolásként kezdett az Arsenal csapatában futballozni, első hosszútávú profi szerződését 2015 októberében írta alá a klubbal.
2015. október 27-én játszott először a felnőtt csapatban a, Sheffield Wednesday elleni Ligakupa-nyolcaddöntőn. A Premier League-ben négy nappal később debütált a Swansea City elleni, 3–0-ra megnyert mérkőzésen a Liberty Stadiumban, a hosszabbításban Mesut Özil cseréjeként. Kezdőként először a 2015–2016-os FA-kupa harmadik és negyedik fordulójában a Sunderland és a Burnley elleni hazai győzelmekkor. Gólt először az Everton ellen lőtt

## A válogatottban
Utánpótláskorú játékosként Anglia csapataiban játszott, de felnőttként már Nigéria színeiben lépett pályára 2015. október 8-án Ahmed Musa cseréjeként az 57. percben, a barátságos meccset 2–0-ra megnyerte csapatával a Kongói DK ellen.

## Karrier statisztika

### Klub statisztika
Frissítve: 2018. augusztus 18.
| Klub     | Szezon   | Bajnokság      | Bajnokság | Bajnokság | Kupa  | Kupa | Ligakupa | Ligakupa | Európa | Európa | Egyéb | Egyéb | Összesen | Összesen |
| Klub     | Szezon   | Osztály        | Mérk.     | Gól       | Mérk. | Gól  | Mérk.    | Gól      | Mérk.  | Gól    | Mérk. | Gól   | Mérk.    | Gól      |
| -------- | -------- | -------------- | --------- | --------- | ----- | ---- | -------- | -------- | ------ | ------ | ----- | ----- | -------- | -------- |
| Arsenal  | 2015–16  | Premier League | 13        | 2         | 5     | 0    | 0        | 0        | 2a     | 0      | 0     | 0     | 13       | 1        |
| Arsenal  | 2016–17  | Premier League | 26        | 3         | 3     | 0    | 2        | 0        | 7a     | 1      | 0     | 0     | 38       | 4        |
| Arsenal  | 2017–18  | Premier League | 26        | 3         | 1     | 0    | 5        | 0        | 6b     | 0      | 1c    | 0     | 39       | 3        |
| Arsenal  | 2017–18  | Premier League | 1         | 1         | 0     | 0    | 0        | 0        | 0b     | 0      | 0     | 0     | 1        | 1        |
| Összesen | Összesen | Összesen       | 66        | 9         | 9     | 0    | 8        | 0        | 15     | 1      | 1     | 0     | 99       | 10       |

a – UEFA-bajnokok ligája
b – Európa-liga
c – FA Community Shield

### Válogatott
Frissítve: 2018. június 26.
| Válogatott | Év       | Mérk. | Gólok |
| ---------- | -------- | ----- | ----- |
| Nigéria    | 2015     | 2     | 0     |
| Nigéria    | 2016     | 6     | 1     |
| Nigéria    | 2017     | 5     | 3     |
| Nigéria    | 2018     | 7     | 1     |
| Összesen   | Összesen | 21    | 5     |